# Dam tot Damloop 2016

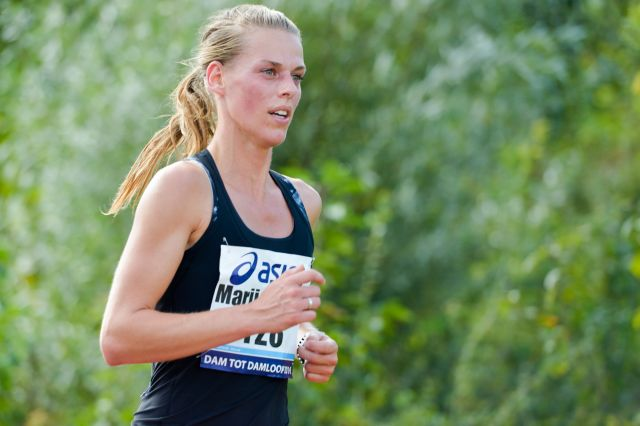
Marije te Raa tijdens de wedstrijd

De Dam tot Damloop 2016 werd gehouden op zondag 18 september 2016. Het was de 32e editie van deze loop. De wedstrijd werd gelopen met een temperatuur van 21 °C. De hoofdafstand was 16,1 km, die zondag 46.000 deelnemers trok. Er werd in 'waves' gestart vanaf de Prins Hendrikkade in het centrum van Amsterdam en via de IJ-tunnel gelopen naar centrum van Zaandam.
De wedstrijd bij de mannen werd gewonnen door de Keniaan Edwin Kiptoo. Dit was zijn tweede overwinning op rij bij dit evenement. Hij was ruim dertien seconden sneller binnen dan de Oegandees Joshua Cheptegei. De snelste vrouw was de Keniaanse Alice Aprot, die 51.58,2 nodig had om van Amsterdam naar Zaandam te komen.
De hoofdafstand op zondag werd op zaterdag voorafgegaan door de Damloop by Night (5 Engelse mijl) en een wandeltocht. Hiernaast vond er zondagochtend een fietstocht plaats, die ook van start ging in Amsterdam. In totaal namen 88.000 mensen deel aan het evenement en kwamen ongeveer 250.000 toeschouwers kijken.

## Uitslagen

### Mannen
| rang   | naam                   | land | tijd    |
| ------ | ---------------------- | ---- | ------- |
| Goud   | Edwin Kiptoo           | KEN  | 45.24,1 |
| Zilver | Joshua Cheptegei       | UGA  | 45.37,7 |
| Brons  | Abrar Osman            | ERI  | 46.11,8 |
| 4      | Seboka Bira            | ETH  | 47.12,4 |
| 5      | Hizkial Tewelde        | ERI  | 47.19,2 |
| 6      | Bashir Abdi            | BEL  | 47.20,4 |
| 7      | Vitalis Kwemoi         | UGA  | 47.31,1 |
| 8      | Sondre-Nordstad Moen   | NOR  | 47.31,6 |
| 9      | Yenew Alamirew         | ETH  | 47.40,0 |
| 10     | Jonathan Mellor        | ENG  | 48.16,2 |
| 11     | Abdi Nageeye           | NED  | 48.29,2 |
| 12     | Ronald Schröer         | NED  | 48.47,5 |
| 13     | Koen Naert             | BEL  | 48.51,2 |
| 14     | Nick Van Peborgh       | BEL  | 48.57,0 |
| 15     | Edwin de Vries         | NED  | 48.57,5 |
| 16     | Regis Thonon           | BEL  | 49.11,4 |
| 17     | Paul Sadira            | KEN  | 49.26,5 |
| 18     | Michel Butter          | NED  | 49.38,0 |
| 19     | Willem Van Schuerbeeck | BEL  | 49.54,7 |
| 20     | Joeri Wolf             | NED  | 49.57   |

### Vrouwen
| rang   | naam                   | land | tijd      |
| ------ | ---------------------- | ---- | --------- |
| Goud   | Alice Aprot            | KEN  | 51.58,2   |
| Zilver | Tejitu Daba            | BRN  | 52.33,8   |
| Brons  | Lucy Karimi            | KEN  | 53.02,9   |
| 4      | Meselech Melkamu       | ETH  | 53.11,7   |
| 5      | Elizeba Cherono        | NED  | 53.25,7   |
| 6      | Ivy Kibet              | KEN  | 53.51,0   |
| 7      | Yenenesh Tilahun       | ETH  | 54.01,3   |
| 8      | Ruth van der Meijden   | NED  | 56.08,3   |
| 9      | Veerle Dejaeghere      | BEL  | 56.29,7   |
| 10     | Ferahiwat Gamachu Tulu | BEL  | 57.01,6   |
| 11     | Irene van Lieshout     | NED  | 57.05,3   |
| 12     | Hanna Vandenbussche    | BEL  | 57.10,2   |
| 13     | Mariska Dute           | NED  | 57.34,5   |
| 14     | Jessica Oosterloo      | NED  | 58.43,3   |
| 15     | Karen Van Proeyen      | BEL  | 1:00.20,6 |
| 16     | Marije te Raa          | NED  | 1:01.00,5 |

1985 ·
1986 ·
1987 ·
1988 ·
1989 ·
1990 ·
1991 ·
1992 ·
1993 ·
1994 ·
1995 ·
1996 ·
1997 ·
1998 ·
1999 ·
2000 ·
2001 ·
2002 ·
2003 ·
2004 ·
2005 ·
2006 ·
2007 ·
2008 ·
2009 ·
2010 ·
2011 ·
2012 ·
2013 ·
2014 ·
2015 ·
2016 ·
2017 ·
2018 ·
2019